# Albert Ulrik Bååth
Albert Ulrik Bååth (Malmö, 13 luglio 1853 – Göteborg, 2 agosto 1912) è stato uno scrittore e poeta svedese.

## Biografia

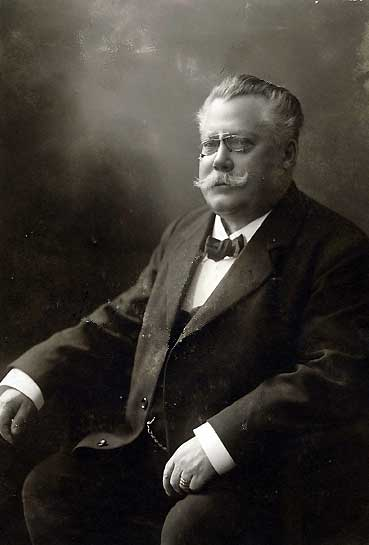
Albert Ulrik Bååth nel 1910

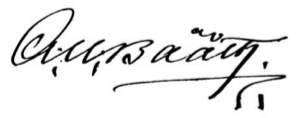
Firma di Albert Ulrik Bååth

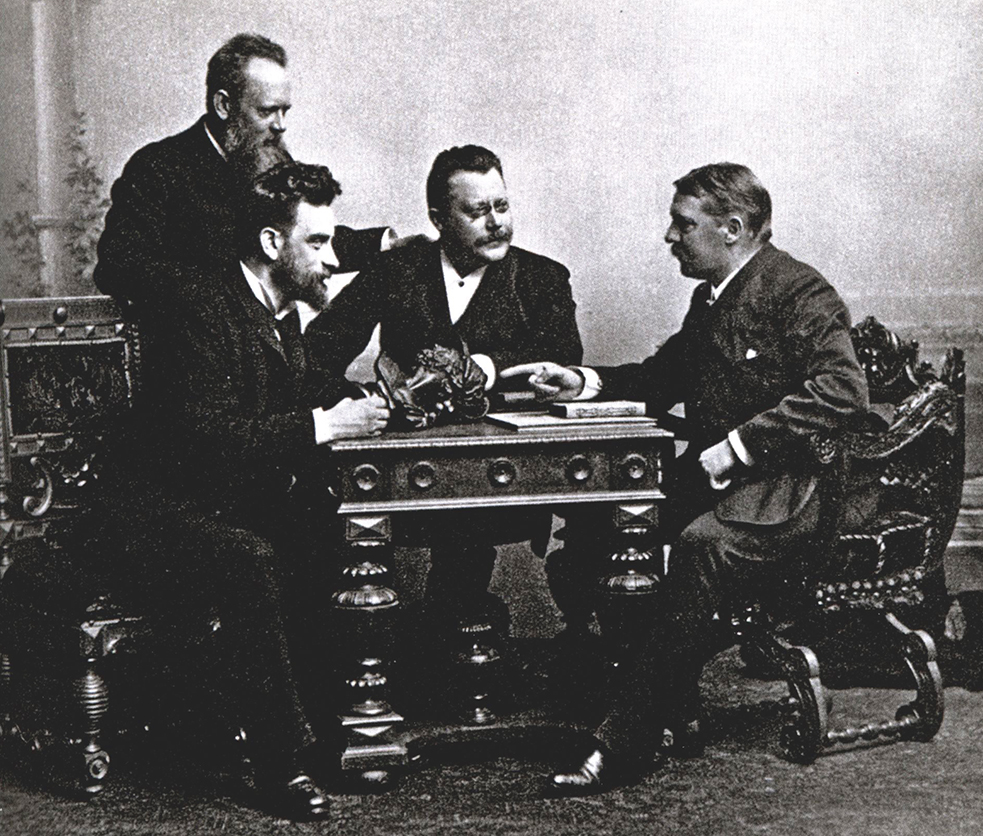
Membri della Società Gnistan, nel 1890

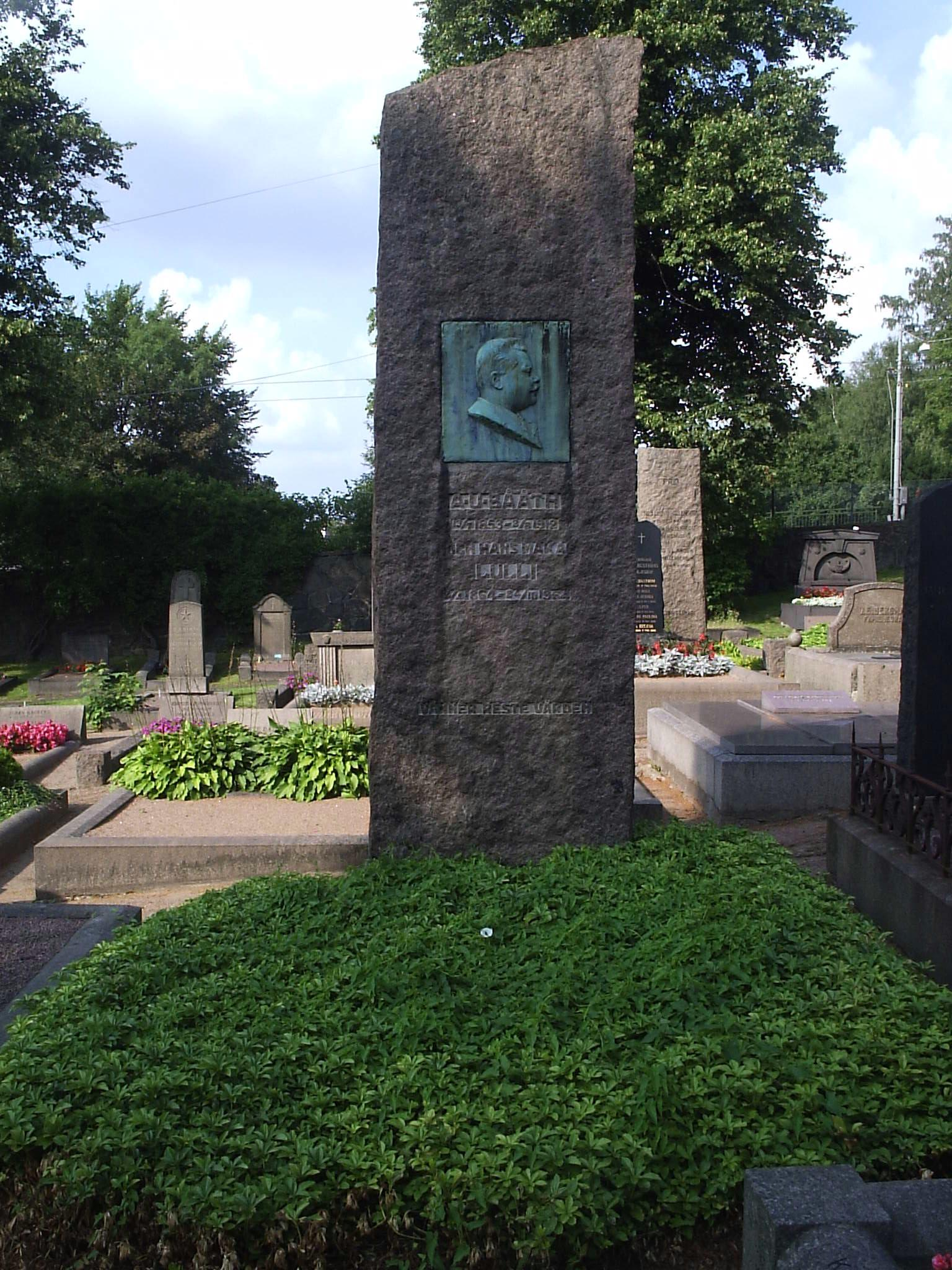
La tomba di Albert Ulrik Bååth a Göteborg

Albert Ulrik Bååth nacque a Malmö nel 1853,figlio di Västra Vemmerlöv Lars (Lorentz) Andreas Bååth e di Alfhilda Lundblad.
Studiò alla scuola pubblica di Malmö, dove ottenne il diploma il 27 maggio 1871, poi alla Università di Lund fino al 1877; dopo di che frequentò l'Università di Copenaghen fino al 1881, quindi effettuò viaggi di studio in Germania, Austria, Ungheria, Belgio e Paesi Bassi durante gli anni ottanta.
Ultimati gli studi incominciò la carriera di insegnante, dapprima di 
letteratura nordica all'Università di Göteborg dal 1891 al 1911, assieme alla carica di curatore del Museo di Göteborg dal 1891; inoltre fu membro dell'Accademia svedese della letteratura dal 1880.
Si sposò il 30 settembre 1894 con Emma Charlotta (Lulli) Ahlberg,  figlia del produttore Karl Gustav Ahlberg.
Si distinse come studioso e traduttore della letteratura norrena, soprattutto delle saghe islandesi.
La sua lirica, Poesie (Dikter, 1879), Nuove poesie (Nya dikter, 1881), Sulla strada maestra (Vid allfarväg, 1884), Sulle vie verdi (På gröna stigar, 1889) e Toni svedesi (Svenska toner, 1893), legata al paesaggio della Scania, che rievoca in toni di ruvido e spesso greve realismo descrittivo, con uno stile influenzato dei racconti e delle espressioni dure della poesia islandese e della fiaba,pervasa da un pathos patriottico e sociale, annuncia insieme alla prosa satirica di August Strindberg l'avvento del naturalismo in Svezia.
Si dedicò anche a tematiche storiche per romanzi epici, Marit Vallkulla (1887) ambientata ai tempi dei processi delle streghe a Dalarna, La storia d'amore su Björkeberga (Kärlekssagan på Björkeberga, 1892).
Lo studio della letteratura narrativa norrena, cui dedicò vari scritti originali, quali Studi sulla composizione di alcune saghe di stirpe islandese (Studier över kompositionen i några isländska aettsagor, 1885), Vita nordica dei primordi (Nordiskt forntidsliv, 1890), Misticismo degli antichi popoli nordici (Nordmannamystik, 1898), contribuì a dare al suo linguaggio poetico quel rilievo plastico e quella patina arcaizzante che ne costituiscono il fascino.

## Opere

### Poesie
- Poesie (Dikter, 1879);
- Nuove poesie (Nya dikter, 1881);
- Sulla strada maestra (Vid allfarväg, 1884);
- Sulle vie verdi (På gröna stigar, 1889);
- Toni svedesi (Svenska toner, 1893).

### Romanzi
- Marit Vallkulla (1887);
- La storia d'amore su Björkeberga (Kärlekssagan på Björkeberga, 1892).

### Saggi
- Studi sulla composizione di alcune saghe di stirpe islandese (Studier över kompositionen i några isländska aettsagor, 1885);
- Vita nordica dei primordi (Nordiskt forntidsliv, 1890);
- Misticismo degli antichi popoli nordici (Nordmannamystik, 1898).